# 津本陽
津本 陽（つもと よう、1929年〈昭和4年〉3月23日 - 2018年〈平成30年〉5月26日）は、日本の小説家。本名、寅吉（とらよし）。　

## 経歴
和歌山県和歌山市出身。旧制和歌山中学校から旧制大阪専門学校（現・近畿大学） を経て、1951年東北大学法学部卒。明間輝行は同期。同人誌『VIKING』で活動し、掲載作『丘の家』が第56回直木賞候補。1978年（昭和53年）、故郷和歌山を舞台にした『深重の海』で第79回直木賞を受賞。膨大な資料をたどり、小説の中で逐次資料の内容の提示と解説をしながら話を展開してゆく形式が多い。文体は情緒性を排した重厚で簡潔な表現が主体。
題材は主に剣豪や戦国大名、幕末英傑を主題にした歴史小説が多い。撃剣興行を描いた『明治撃剣会』を始めとする剣豪小説で人気を得る。剣道三段、抜刀道五段の腕前を持ち、武道への造詣が深く、剣豪だけの持つ高い境地や剣技の精密な描写をすることに長じる。戦国時代の塚原卜伝、柳生新陰流の柳生兵庫助、示現流の創始者東郷重位、江戸時代後期の北辰一刀流の千葉周作らの伝記小説において活写されている。
『明治撃剣会』執筆以後は歴史小説を書き、織田信長を題材とし、『日本経済新聞』に連載した『下天は夢か』は単行本出版後にベストセラーとなった。戦国大名については他にも豊臣秀吉、徳川家康、武田信玄、上杉謙信、伊達政宗、前田利家等についても執筆している。和歌山県出身であることから、大量の火縄銃を駆使して戦国期に活躍した紀伊の豪族、雑賀一族を描いた小説『雑賀六字の城』『信長の傭兵』を執筆し、ここでは鉄砲の原理や戦法、戦略について詳細な考察をもとに描いている。
剣豪、戦国大名、雑賀一族以外の分野でも、江戸時代の徳川吉宗、幕末期の勝海舟、西郷隆盛、坂本龍馬、ジョン万次郎、中国の始皇帝、則天武后などを描いている。また熱心な浄土真宗門徒で教理に善く通じており、『弥陀の橋は 親鸞聖人伝』にて親鸞を描いている。
1997年（平成9年）に紫綬褒章を、2003年（平成15年）に旭日小綬章を受章。
2011年に発足した歴史時代作家クラブの名誉会長兼顧問を務めた。
遺作『深淵の色はー佐川幸義伝』、大東流合気武術佐川幸義の門人になり、武田惣角、植芝盛平の合気3部作を発表した。佐川幸義顕彰碑建立に尽力、合気の研究をライフワーク、第一人者でもあった。武田惣角は大東流中興の祖ではなく創始者であることを示唆し、池月映の作品『合気の発見』『合気の創始者武田惣角』『合気の武田惣角』が生まれている。
2018年5月26日、誤嚥性肺炎のため死去。89歳没。

## 剽窃問題
豊富な資料を背景として多数の歴史・時代小説を書いているが、一方で調べたことをすべて書き出すということも多く、それゆえ剽窃と取り沙汰されることがたびたびあった。
- 1987年の『清水次郎長』で、子母沢寛にも駿河の歴史を教授し、静岡政財界のご意見番でもあった、郷土史家の村本喜代作の『次郎長巷談』からの剽窃も多く見つかった。
- 1991年10月に産経新聞に連載していた「天の伽藍（がらん）」で、中公文庫『中亜探検』にノンフィクション作家の金子民雄が書いた解説文や『ヘディン伝』からの剽窃が見つかり問題になった。
- 2005年に出版された『八月の砲声 ノモンハンと辻政信』では辻政信の著書『ノモンハン』からの剽窃箇所が多く見つかり、出版元の講談社が謝罪した。同書については、これ以外にも牛島康允著『ノモンハン全戦史』に表現が酷似しているという指摘もある。

## 受賞・栄典
- 1978年 - 『深重の海』で第79回直木三十五賞
- 1993年 - 和歌山県文化賞
- 1995年 - 『夢のまた夢』で第29回吉川英治文学賞
- 1997年 - 紫綬褒章
- 2003年 - 旭日小綬章
- 2005年 - 第53回菊池寛賞
- 2012年 - 第1回歴史時代作家クラブ賞（特別功労賞）

## 作品リスト
- 『深重の海』（1978年、新潮社）のち文庫、集英社文庫
- 『蟻の構図』（1979年、新潮社）のち徳間文庫（短編集）
- 『恋の涯』（1979年、中央公論社）のち文庫
- 『土地相続人』（1979年、講談社）のち文庫
- 『南海綺譚』（1980年、文藝春秋）のち文庫（短編集）
- 『わが勲の無きがごと』（1981年、文藝春秋）のち文庫、幻冬舎文庫
- 『土地に向って突進せよ』（1981年、講談社）のち文庫、「土地狂騒曲」角川文庫
- 『闇の蛟竜』（1981年、文藝春秋）のち文庫（維新期時代小説）
- 『真紅のセラティア』（1981年、中央公論社）のち文庫（医学小説）
- 『明治撃剣会』（1982年、文藝春秋）のち文庫（短編集）
- 『敗れざる教師』（1981年、文藝春秋）のち講談社文庫
- 『前科持ち』（1982年、文藝春秋）のち文庫
- 『裏に道あり―「相場師」平蔵が行く』（1983年、日本経済新聞社）「最後の相場師」角川文庫（是川銀蔵がモデル）
- 『嵐の日々』（1983年、光風社出版）のち徳間文庫(短編集）
- 『塚原卜伝十二番勝負』（1983年、講談社）のち文庫、PHP文庫
- 『薩南示現流』（1983年、文藝春秋）のち文庫
- 『恋人はいらない』（1983年、サンケイ出版）のち潮文庫
- 『南海の龍―若き日の徳川八代将軍吉宗』（1983年、中央公論社）のち文庫
- 『黄金の天馬』（1983年、文藝春秋）のち文庫、PHP文庫（植芝盛平がモデル）
- 『剣のいのち』（1984年、朝日新聞社）のち文春文庫
- 『雑賀六字の城』（1984年、文藝春秋）のち文庫
- 『牡のたてがみ』集英社文庫、1984（短編集）
- 『地獄への階段 長編犯罪小説』光文社 1984 のち文庫、角川文庫
- 『明治兜割り』講談社 1984 のち文庫
- 『幕末巨龍伝』新潮社 1984 のち文庫、双葉文庫
- 『海商岩橋万造の生涯』中央公論社 1984 のち文庫
- 『明治ざんぎり剣侠伝』徳間書店 1984 「明治剣侠伝」文庫
- 『薩摩夜叉雛』文芸春秋 1985 のち文庫
- 『宮本武蔵』文芸春秋 1985 のち文庫
- 『芥子のかおり』文芸春秋 1985 のち文庫
- 『拳豪伝』（1985年、講談社）のち文庫（横山まさみちが漫画化）
- 『虎狼は空に 小説新選組』（1985年、文藝春秋）のち文庫、角川文庫
- 『日本剣客列伝』講談社、1985 のち文庫
- 『修羅の剣 幕末の天才剣士・仏生寺弥助』（1986年、講談社）のち文庫、PHP文庫
- 『危地に生きる姿勢』大和出版 1986
- 『勝つ極意生きる極意 実戦に強い男の条件』大和出版 1986 のち講談社文庫
- 『柳生兵庫助』毎日新聞社 1986-1989 のち文春文庫、双葉文庫
- 『富士の月魄（つきしろ）』（1986年、文藝春秋）のち文庫
- 『清水次郎長』（1987年、角川書店）「修羅海道」文庫
- 『幕末新人類伝』潮出版社 1987 のち文春文庫
- 『春風無刀流』中央公論社 1987 のち文庫、文春文庫
- 『新陰流小笠原長治』新潮社 1987 のち文庫
- 『鬼の冠 武田惣角伝』(1987年、実業之日本社) のち新潮文庫、双葉文庫
- 『千葉周作不敗の剣』（1988年、光文社）のち文庫
- 『千葉周作』講談社、1988 のち文庫、角川文庫
- 『欲望地図 長篇マネービルド・ノベル』徳間ノベルス、1988 のち文庫
- 『真剣兵法』光文社 1988 のち文庫
- 『密偵 幕末明治剣豪綺談』角川書店 1989 のち文庫
- 『下天は夢か』（1989年、日本経済新聞社）のち講談社文庫、角川文庫、集英社文庫
- 『鎮西八郎為朝』講談社 1989 のち文庫
- 『巨人伝』文芸春秋 1989 のち文庫
- 『人斬り剣奥儀』新潮社 1989 のち文庫、PHP文芸文庫
- 『幕末大盗賊』光文社 1989 のち文庫
- 『黄金の海へ』文芸春秋 1989 のち文庫
- 『北の狼 津本陽自選時代小説集』集英社文庫、1989
- 『お庭番吹雪算長』文芸春秋 1990 のち文庫
- 『男の流儀 歴史随筆』PHP研究所 1990 のち文庫
- 『鬼骨の人』新人物往来社 1990 のち角川文庫
- 『天翔ける倭寇』角川書店 1990 のち文庫
- 『幕末剣客伝』講談社 1991 のち文庫、双葉文庫
- 『火焔浄土 顕如上人伝』角川書店 1991 のち文庫
- 『のるかそるか』文芸春秋 1991 のち文庫(エッセイ集）
- 『下天は夢か信長私記』日本経済新聞社 1991 のち新潮文庫、角川文庫
- 『織田信長』講談社(少年少女伝記文学館) 1991
- 『新忠臣蔵』光文社 1991 のち文庫
- 『武神の階』角川書店 1991 のち文庫
- 『「創神」信長』プレジデント社(Book & videoカミユ文庫) 1992　「創神織田信長」角川文庫
- 『名臣伝』文芸春秋 1992 のち文庫、双葉文庫
- 『乱世、夢幻の如し』プレジデント社 1992 のち講談社文庫
- 『武田信玄』（1993年、講談社）のち文庫
- 『夢のまた夢』（1993 - 1994年、文藝春秋）のち文庫、幻冬舎文庫
- 『男の真剣勝負』日本経済新聞社 1993 のち角川文庫
- 『開国』日本経済新聞社 1993 のち文春文庫、幻冬舎文庫
- 『朱鞘安兵衛』光文社 1993 のち文庫
- 『前田利家』（1994年、講談社）のち文庫
- 『椿と花水木 万次郎の生涯』読売新聞社 1994 のち新潮文庫、双葉文庫、幻冬舎文庫
- 『波上の館 加賀の豪商・銭屋五兵衛の生涯』中央公論社 1994 のち文庫
- 『大わらんじの男 八代将軍徳川吉宗』（1994 - 1995年、日本経済新聞社）のち文春文庫、幻冬舎文庫
- 『英雄たちの肖像 対談集』プレジデント社 1995
- 『戦国武将に学ぶ処世術 信長・秀吉・家康』角川書店 1995 「戦国武将に学ぶ情報戦略」文庫
- 『独眼竜政宗』文芸春秋 1996 のち文庫、角川文庫
- 『大悲の海に 覚鑁上人伝』新潮社 1996.4 のち文庫
- 『鉄砲無頼記』実業之日本社 1996 「鉄砲無頼伝」角川文庫
- 『天の伽藍』角川書店 1996 「大谷光瑞の生涯」文庫
- 『秀吉私記』角川書店 1996 のち講談社文庫
- 『真田忍侠記』毎日新聞社 1996 のち講談社文庫、PHP文庫
- 『加賀百万石』講談社 1996 のち文庫
- 『武の心』文春文庫) 1996(エッセイ・対談集）
- 『乾坤の夢』文芸春秋 1997 のち文庫、徳間文庫
- 『草笛の剣』読売新聞社 1997 のち文春文庫
- 『則天武后』幻冬舎 1997 のち文庫
- 『剣に賭ける』幻冬舎文庫)　1997
- 『旋風陣信長 変革者の戦略』歴思書院 1997 のち講談社文庫
- 『武将の運命』朝日新聞社 1997 のち文庫
- 『胡蝶の剣』角川書店 1997 のち文庫
- 『龍馬残影』文藝春秋 1997 のち文庫
- 『宇喜多秀家 備前物語』文藝春秋 1997
- 『津本陽歴史長篇全集』全28巻 角川書店 1998
- 『勇のこと 坂本龍馬、西郷隆盛が示した変革期の生き方』講談社 1998 のち文庫
- 『死生夢のごとし 津本陽の世界』学陽書房 1998
- 『生を踏んで恐れず 高橋是清の生涯』幻冬舎 1998 のち文庫
- 『青雲士魂録』文藝春秋 1999 のち文庫（短編集）
- 『風流武辺』朝日新聞社 1999 のち文庫
- 『信長と信玄』東洋経済新報社 1999 のち角川文庫
- 『津本陽自選短篇20』講談社 1999
- 『おおとりは空に』淡交社 1999 のち講談社文庫
- 『楠の立つ岡』中央公論新社 1999 のち幻冬舎文庫（自伝的長編）
- 『小説秦の始皇帝』角川春樹事務所 1999 のち文庫
- 『暗殺の城』（1998年、幻冬舎）のち文庫
- 『乾坤一擲』総合法令出版 2000（エッセイ集）
- 『不況もまた良し』幻冬舎 2000 のち文庫
- 『こう生きて、こう死にたい』東京書籍 2000
- 『歴史に学ぶ』講談社 2000 のち文庫
- 『群雄譚 項羽と劉邦』角川春樹事務所 2000 のち文庫
- 『龍馬』（2001 - 2003年、角川書店）のち文庫、集英社文庫
- 『人生に定年なし』光文社 2001
- 『勝者の極意 歴史対談集』朝日新聞社 2001
- 『新釈水滸伝』（2002年、潮出版社）のち角川文庫
- 『本能寺の変』講談社 2002 のち文庫
- 『過ぎてきた日々』(2002年､ 角川書店) のち文庫
- 『武蔵と五輪書』講談社 2002 のち文庫
- 『弥陀の橋は 親鸞聖人伝』（2002年、読売新聞社）のち文春文庫
- 『異形の将軍 田中角栄の生涯』幻冬舎 2002 のち文庫
- 『武蔵と小次郎』角川書店 2003 「巌流島」角川文庫
- 『戦国城塞傳 十二の城の物語』PHP研究所 2003 のち文庫
- 『勝海舟 私に帰せず』（2003年、潮出版社）のち幻冬舎文庫
- 『老いは生のさなかにあり』幻冬舎 2003 のち文庫
- 『続鉄砲無頼記』実業之日本社 2003 「信長の傭兵」角川文庫
- 『幕末御用盗』講談社 2003 のち文庫
- 『巨眼の男 西郷隆盛』（2003 - 2004年、新潮社）のち文庫、集英社文庫
- 『大久保彦左衛門 不遇の時こそ』光文社 2004
- 『柳生十兵衛七番勝負』（2004年、文藝春秋）のち文庫
- 『小説渋沢栄一』（2004年、日本放送出版協会）のち幻冬舎文庫
- 『日本列島「士風」探訪』PHP研究所 2005
- 『名将名城伝』PHP研究所 2005 のち文庫
- 『覇王の夢』幻冬舎 2005 のち文庫（織田信長）
- 『月とよしきり』集英社 2005 のち文庫
- 『名をこそ惜しめ 硫黄島魂の記録』文藝春秋 2005 のち文庫
- 『天狗剣法 法神流須田房之助始末』PHP研究所 2005　のち文庫
- 『八月の砲声 ノモンハンと辻政信』（2005年、講談社）
- 『直感力 カリスマの条件』幻冬舎 2006 のち文庫
- 『国定忠治』光文社 2006
- 『草原の覇王チンギス・ハーン』PHP研究所 2006 のち文庫
- 『焼刃のにおい』光文社 2007　のち文庫
- 『武士道 いかに生き、いかに死ぬか』三笠書房 2007
- 『津本陽武芸小説集』全3巻 PHP研究所 2007
- 『獅子の系譜』文藝春秋 2007 のち文庫
- 『商人龍馬』日本経済新聞出版社 2007 のち文庫
- 『剣豪血風録』PHP研究所 2007　のち文庫
- 『「本能寺の変」はなぜ起こったか 信長暗殺の真実』2007 (角川oneテーマ21)
- 『松風の人 吉田松陰とその門下』潮出版社 2008　のち幻冬舎文庫
- 『孤塁の名人 合気を極めた男・佐川幸義』文藝春秋 2008 のち文庫
- 『勝ちの掟 最強の英傑たちに学ぶ』総合法令出版 2009
- 『無量の光 親鸞聖人の生涯』文藝春秋 2009　のち文庫
- 『身命を惜しまず 安藤帯刀と片倉小十郎』徳間書店 2010 のち文庫
- 『最後の武士道 幕末維新傑作選』2010 (集英社文庫)
- 『龍馬の油断 幕末七人の侍』文藝春秋 2010　のち文庫
- 『荒ぶる波濤 幕末の快男児・陸奥陽之助』PHP研究所 2010　「荒ぶる波濤 坂本龍馬と陸奥宗光の青春」文庫
- 『泥の蝶 インパール戦線死の断章』幻冬舎 2010　のち文庫
- 『伊賀忍び控え帖』PHP研究所 2011　のち文庫
- 『加藤清正 虎の夢見し』幻冬舎 2011 のち文庫
- 『親鸞』角川oneテーマ21  2011
- 『戦国業師列伝』世界文化社 2011
- 『歴史を動かした武将の決断 その時、名将たちは難局をどう打開したか』世界文化社 2011
- 『信長影絵』文藝春秋 2013　のち文庫
- 『幸村去影』徳間書店 2013　のち文庫
- 『忍者月輪』中央公論新社 2014
- 『吉田松陰 異端のリーダー』角川oneテーマ21 2014
- 『真田幸村大坂の陣秘録 日本一の兵、最期の戦い』洋泉社 2015
- 『叛骨 陸奥宗光の生涯』潮出版社 2016

### 共著
- 『米が金・銀を走らせる 江戸史講義』大石慎三郎 朝日出版社 Lecture books　1985
- 『徳川吉宗の人間学 変革期のリーダーシップを語る』童門冬二 プレジデント社 1995 のち講談社文庫
- 『信長秀吉家康 勝者の条件敗者の条件』江坂彰 講談社 1996 のち文庫
- 『史眼 縦横無尽対談集』井伊達夫 宮帯出版社 2008
- 『戦国武将の脳 乱世を勝ちぬくブレインパワー』板倉徹 東洋経済新報社 2009
- 『天下人の夢 信長・秀吉・家康』二木謙一共著 実業之日本社 2014

### 漫画化
- 『薩南示現流』とみ新蔵 リイド社 SPコミックス 2004
- 『柳生兵庫助』とみ新蔵 リイド社 SPコミックス 2011-12
- 『雑賀六字の城』おおのじゅんじ PHP研究所 2010　SPコミックス
- 『柳生兵庫助』とみ新蔵 リイド社 SPコミックス 2015